# Peter Norrman (konstnär)

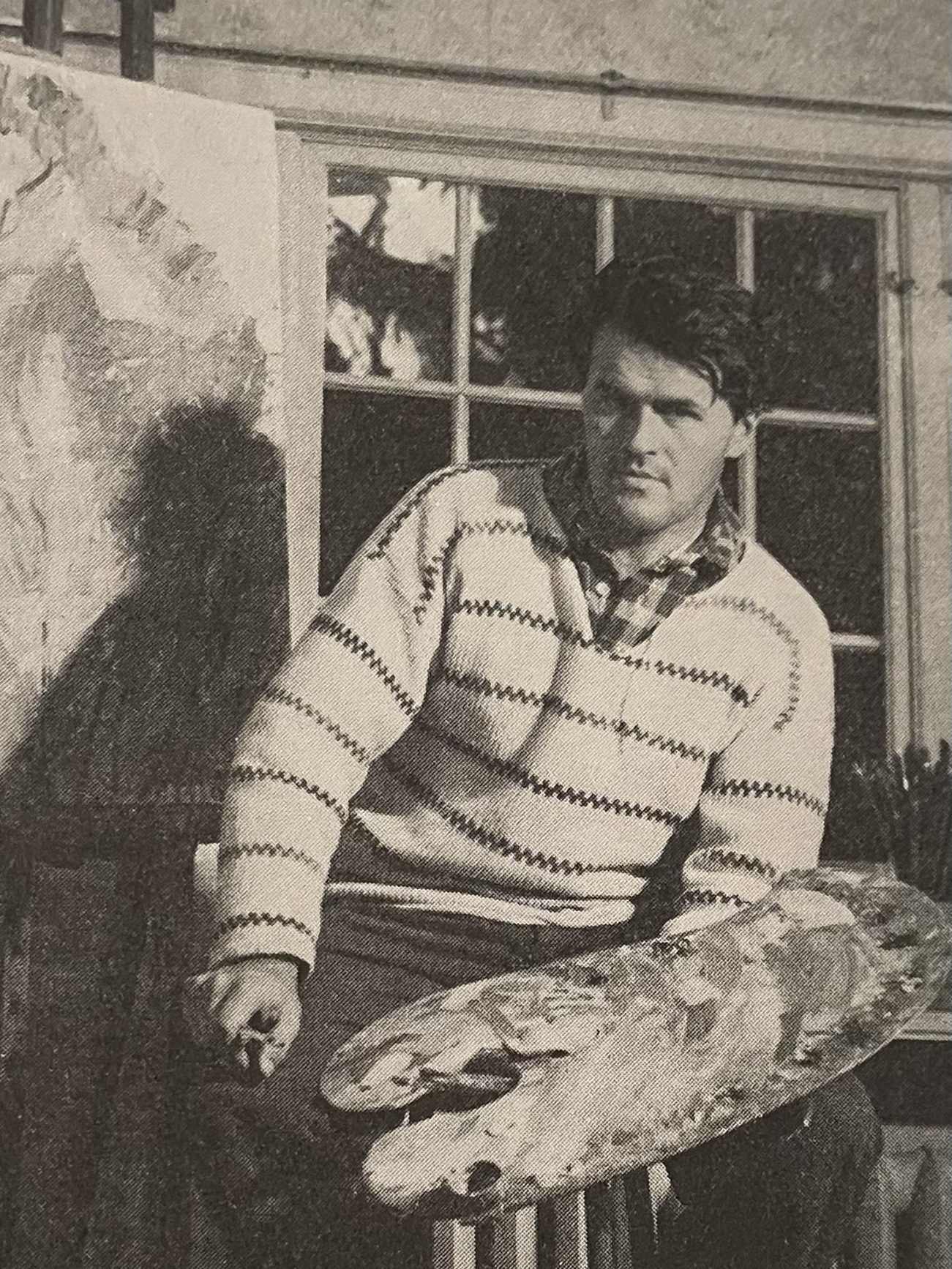
Peter Norrman

Peter Norrman, född 12 maj 1921 i Saltsjöbaden, död 2 december 1996 i Vrinnevi men bosatt i Nyköping, var en svensk målare, tecknare, grafiker och teckningslärare.
Han var son till civilingenjören Åke Norrman och Lithi Norrman samt från 1944 gift med Anne-Marie Arvidson. Tillsammans fick de tre barn, ett är verksamme konstnären Joakim Norrman. Norrman studerade vid Otte Skölds målarskola 1939-1940 och Kungliga konsthögskolan i Stockholm 1940-1947, samt bedrev egna självstudier i Frankrike 1949, han genomgick en teckningslärarutbildning 1967-1968. 
Separat ställde han ut på Galleri Brinken i Stockholm och i Köping 1955 och tillsammans med tre konstnärskamrater ställde han ut på Galleri Brinken 1958. Han medverkade i Nationalmuseums Unga tecknare två gånger under 1940-talet och sedan 1942 var han en regelbunden deltagare i Sveriges allmänna konstförening utställningar. Han medverkade i ett flertal av HSB:s vandringsutställningar och i en grafikutställning på Ekströms konstsalong 1956. Dessutom medverkade han i Föreningen Graphicas utställningar Ung grafik i Lund 1957-1959 och i utställningen Då och nu. Svensk grafik 1600-1959 som visades på Liljevalchs konsthall 1959. Han var under 1950-talet anställd som teckningslärare vid Samskolan i Saltsjöbaden.
Han var framförallt en landskapsmålare där han hämtade motiven från Sydkoster och trakterna runt Saltsjöbaden samt Stockholm. Men han målade även stilleben och figurer. Bland hans offentliga arbeten märks utsmyckningen av en vägg på Ingelstaskolan i Norrköping.
Norrman är representerad vid Moderna museet, Stockholms stadsmuseum och Norrköpings konstmuseum.